# Ruta 1 (Uruguai)
A Ruta 1 (também conhecida como Ruta "Brigadier General Manuel Oribe") é uma rodovia do Uruguai que liga a capital do país a Colônia do Sacramento, passando pelos departamentos de Montevidéu, San José e Colônia. Foi nomeada em homenagem a Manuel Oribe, presidente constitucional do Uruguai entre 1835 e 1838, pela lei 14361 de 17 de abril de 1975. Assim como outras estradas importantes do país, sua quilometragem começa a contar a partir da Praça de Cagancha .
A construção da rodovia teve inicio em dezembro de 1928, sob a supervisão e desenho do engenheiro Agustín Maggi. Os recursos financeiros para o projeto vieram amparados pela Ley de Recursos Permanentes para Vialidad e Hidrografía (lei 8343 de 1928).

## Pistas duplicadas
A Ruta 1 é duplicada nos 150 km entre Montevidéu e o entroncamento com a Ruta 22, já próximo da cidade de Colônia do Sacramento.